# Hermann Schüling (Politiker, 1867)
Joh. Hermann J. M. Schüling (* 30. Dezember 1867 in Rhede; † nach 1932) war ein deutscher Politiker (Zentrum).

## Leben
Der Sohn des Kaufmanns und Wirtes Hermann Schüling besuchte das Gymnasium bis zur Obersekunda und nahm anschließend an volkswirtschaftlichen Kursen beim Volksverein für das katholische Deutschland teil. Er trat im Februar 1886 als Postgehilfe in den Postdienst ein und wurde im Mai 1897 als Postmeister Vorsteher des Postamtes in Amern-St. Georg. Außerdem war er Kreisgeschäftsführer des Volksvereins für das katholische Deutschland im Landkreis Kempen.
Schüling war Vorstandsmitglied der Kommunalpolitischen Vereinigung der Deutschen Zentrumspartei und Ehrenvorsitzender der Zentrumspartei im Landkreis Kempen. Von 1919 bis 1921 war er Mitglied der Verfassunggebenden Preußischen Landesversammlung. Im Februar 1921 wurde er als Abgeordneter in den Preußischen Landtag gewählt, dem er ohne Unterbrechung bis zum Ende der dritten Legislaturperiode 1932 angehörte. Im Parlament vertrat er den Wahlkreis 23 (Düsseldorf-West).
Hermann Schüling war seit 1892 mit Paula Niemeyer verheiratet.